# Šiva
Šiva (sanskrtsko v devanāgarīju शिव) ali Siva (izgovori se z mehkim š) je eden izmed treh vrhovnih bogov v hinduizmu in vrhovni Bog, oziroma Univerzalna Zavest v šivaizmu. Njegova družica je Šakti, ki predstavlja Univerzalno Silo, poosebljajo pa jo boginje Parvati, Durga ali Kali. Šiva, uničevalec nevednosti in osvoboditelj, je pogosto upodobljen v kipih kot bog plesa (Nataradža), najpogosteje pa se časti kot lingam, falični simbol, ki predstavlja prvotno energijo.
Šivina sinova sta Ganeša, bog premagovanja ovir, ki pooseblja tudi inteligenco in Skanda (znan tudi kot Muruga), bog nebeške vojske, ki pooseblja zmago sil spoznanja v boju z nevednostjo.
Medtem ko je med severnoindijskimi hindujci bolj popularen Višnu, zlasti v svojih inkarnacijah Rama in Krišna, je Šiva najpomembnejši hindujski bog Južne Indije ter Šri Lanke. 